# Tratado Hay-Bunau Varilla
El Tratado Hay-Bunau Varilla, Convención del canal a través del Istmo o Convenio del canal ístmico fue un acuerdo internacional celebrado entre los gobiernos de Panamá y los Estados Unidos para la construcción del canal de Panamá.
El tratado fue firmado el 18 de noviembre de 1903, por Philippe Bunau-Varilla, representante del gobierno de Panamá y John Milton Hay, representante de los Estados Unidos, pocos días después de la separación de Panamá de Colombia. Dicho tratado además de su objetivo principal, contenía cláusulas que en la práctica colocaron a Panamá bajo la protección estadounidense para garantizar su separación, y evitar acciones militares de Colombia como respuesta a su secesión. Además, permitió que se estableciera el dominio de los estadounidenses sobre una franja de 16 km (10 millas) de ancho, sobre la que pasaría el canal de Panamá y que fue llamada Zona del Canal de Panamá.
Este tratado tuvo vigencia hasta el 1 de octubre de 1979, fecha en que entraron en vigor los tratados Torrijos-Carter, con los que se puso fin a la presencia y administración estadounidense en el canal de Panamá.

## Antecedentes

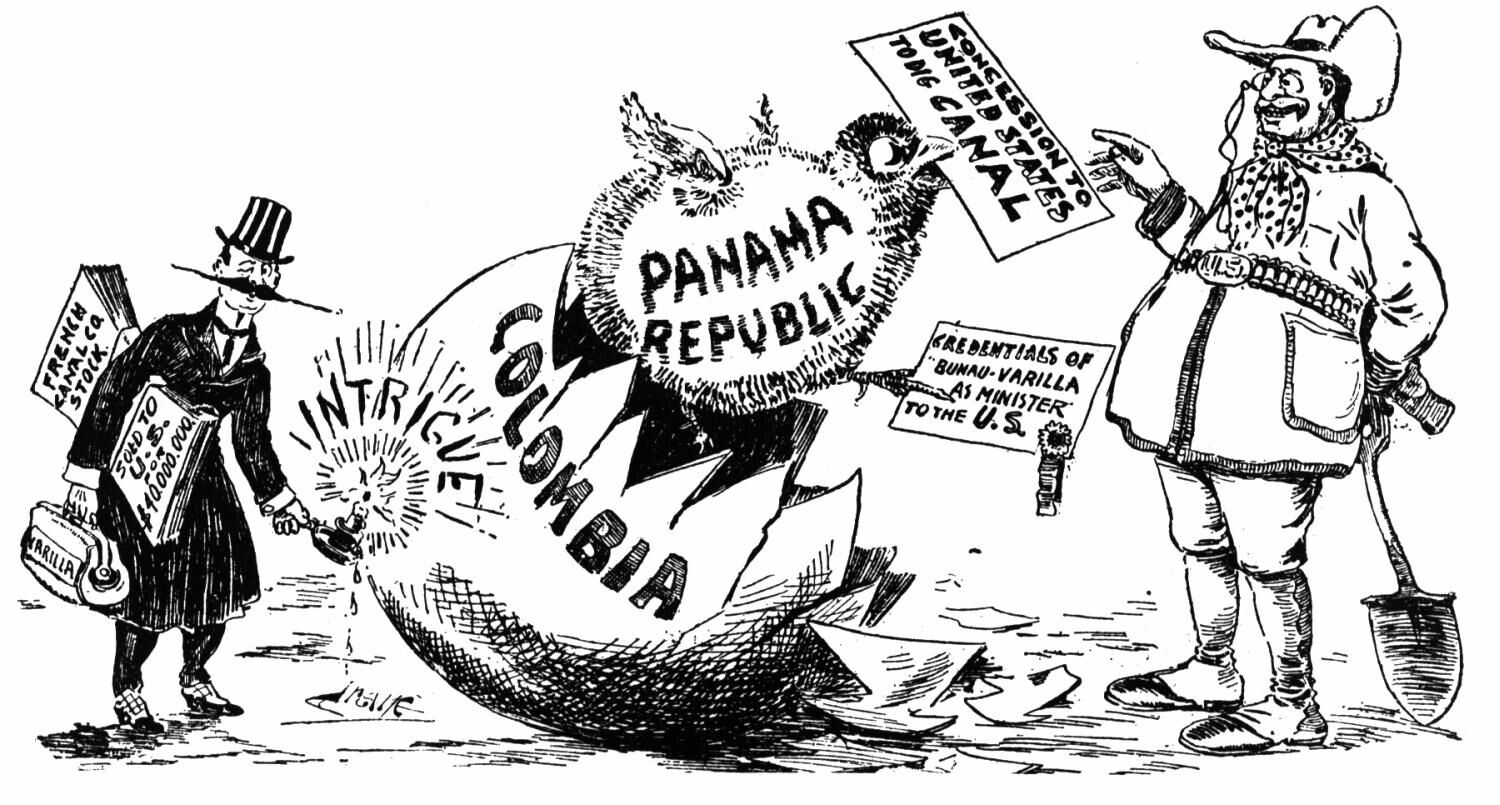
Caricatura del tratado, 1903.

Panamá había sido parte integral de todas las formas de organización política y territorial que tuvo la República de Colombia desde 1831 hasta 1903, con alrededor de diecisiete intentos de secesión y dos separaciones consumadas durante el siglo XIX. Entre las razones por las que el departamento de Panamá declaró su separación de Colombia el 3 de noviembre de 1903, se encuentran el fracaso de las obras de construcción del canal de Panamá, por parte de la Compagnie Universelle du Canal de Panama; la Guerra de los Mil Días, que ocasionó grandes pérdidas humanas y materiales en el istmo; las antiguas pretensiones autonomistas de la clase política panameña y el rechazo del tratado Herrán-Hay por parte del congreso de Colombia. Los separatistas panameños fueron respaldados por el gobierno del presidente estadounidense Theodore Roosevelt, para el cual la construcción del canal de Panamá era un objetivo geoestratégico.
En la tarde del 4 de noviembre de 1903, el gobierno provisional proclamó formalmente la República de Panamá. El 6 de noviembre, el gobierno estadounidense, por intermedio del secretario de Estado John M. Hay, hizo el reconocimiento de facto de la nueva nación, mediante un telegrama enviado al cónsul de Panamá.
Mientas el nuevo país se organizaba institucionalmente, Philippe Bunau-Varilla, como recompensa por su ayuda en la insurrección, había estado insistiendo en su nombramiento como Ministro Plenipotenciario de Panamá en los Estados Unidos, ya que él había cumplido su parte en el pacto acordado con Manuel Amador Guerrero (posteriormente primer presidente electo de Panamá) en Nueva York, el 20 de octubre de 1903, cuando estaba en fase preparatoria la separación de Panamá.
Los argumentos de Bunau-Varilla para insistir en la rapidez de su nombramiento se basaban en el impedimento de actuar como Ministro Plenipotenciario de Panamá a falta de una designación oficial. El mismo 6 de noviembre, le llegó de la Junta de Gobierno Provisional de la República de Panamá, la notificación donde se le nombraba Enviado Extraordinario y Ministro Plenipotenciario ante el gobierno de los Estados Unidos con plenos poderes para negociaciones políticas y financieras.

## El tratado
El 15 de noviembre, Hay envió a Bunau-Varilla un proyecto de tratado basado en el rechazado Tratado Herrán-Hay, algo modificado, para que se amoldara a las condiciones que se habían suscitado en ese momento, y le solicitó que lo devolviera tan pronto como fuera posible. El Doctor Philippe Bunau-Varilla en su obra “Relaciones entre Panamá y los Estados Unidos” dice: “La cuestión de quién fue el autor del Tratado del Canal de 1903 no se ha logrado dilucidar. Se le atribuye a Bunau Varilla, al Secretario Hay, al presidente Roosevelt, a los señores Root, Knox y Shaw, al almirante Walker y al abogado consultor de Bunau Varilla, Frank Pavey”. Bunau-Varilla hizo bastantes modificaciones al proyecto y todavía no satisfecho, redactó un nuevo tratado basado en cuatro hechos:
1. La neutralidad del Canal de Panamá.
2. La igualdad para todas las banderas, tanto la estadounidense como las demás.
3. El pago a Panamá de los diez millones de dólares, originalmente destinados a Colombia.
4. La protección de Panamá contra cualquier agresión.

Con el Tratado de 1903, los Estados Unidos de América logran asegurarse las ventajas que no pudieron conseguir con el Tratado Herrán-Hay al no ser ratificado por el Senado Colombiano. A continuación podemos observar un cuadro comparativo de ambos tratados:
| Tratado Herrán-Hay | Tratado Bunau Varilla-Hay |
| --- | --- |
| - | Los Estados Unidos garantizan y mantendrán la independencia de Panamá                                                                    |
| Concesión por períodos renovables de 100 años | Concesión a perpetuidad |
| Se cede una zona de 10 kilómetros, o sea, 6 millas de ancho más o menos | Zona de 10 millas de ancho (≈16 km) |
| Se ceden, sin estar incluidas en la Zona, el uso y la ocupación de las estratégicas islas Naos, Perico, Flamenco y Culebra                                                                      | Se ceden, como parte de la Zona y a perpetuidad las isla de Naos, Perico, Flamenco y Culebra                                             |
| Los derechos y Privilegios concedidos no afectan “la soberanía de la República de Colombia…” | Se confieren “los Derechos, poder y autoridad que los Estados Unidos poseerían y ejercitarían si ellos fueran soberanos del territorio…” |
| Expropiación de tierras y de propiedades para el Canal, sin limitación en lo que respecta al avalúo de los valores, de acuerdo con las reglas generales de la ley colombiana para su aplicación | Expropiación de tierras y de propiedades para el Canal, avaluadas con base de sus valores en 1903                                        |
| Expropiación de tierras para el canal… avaluadas conforme a las leyes de Colombia | Expropiación de tierras y propiedades para el Canal, avaluadas con base a su valor de 1903                                               |
| Jurisdicción judicial en la Zona del Canal ejercida por tribunales mixtos colomboamericanos | Jurisdicción policial y judicial ejercida exclusivamente por los Estados Unidos                                                          |
| Acueducto gratuito al cabo de 50 años, sin otra condición que el pago de una renta de agua razonable durante ese periodo                                                                        | Acueducto cedido al cabo de 50 años mediante pago en ese periodo de su costo, más un 20% de interés                                      |
| Se mantiene el principio de la neutralidad de los Canales | Se viola el principio de la neutralidad de los Canales                                                                                   |